# Lord luogotenente del Devon
Questo è l'elenco di persone che hanno prestato servizio come lord luogotenente del Devon. Dal 1711, tutti i lord luogotenenti del Devon sono anche stati insigniti del titolo di Custos Rotulorum del Devon.

## Elenco dei lord luogotenenti del Devon
- John Russell, I conte di Bedford 1552–1555
- John Bourchier, II conte di Bath 1556–1561
- Francis Russell, II conte di Bedford 1584 – 28 luglio 1585
- William Bourchier, III conte di Bath 12 settembre 1586 – 12 luglio 1623
- Francis Russell, IV conte di Bedford 18 luglio 1623 – 9 maggio 1641 con
- William Russell, I duca di Bedford 30 marzo 1637 – 1642
- Interregno
- George Monck, I duca di Albemarle 23 luglio y 1660 – 3 gennaio 1670
- John Granville, I conte di Bath 10 febbraio 1670 – 1675
- Christopher Monck, II duca di Albemarle 2 dicembre 1675 – 1685
- John Granville, I conte di Bath 7 dicembre 1685 – 1696 con
- Charles Granville, II barone Granville 6 maggio 1691 – 1693
- Thomas Grey, II conte di Stamford 24 aprile 1696 – 1702
- John Poulett, I conte Poulett 21 luglio 1702 – 1714
- Sir William Courtenay, II baronetto 4 dicembre 1714 – 1716
- John Carteret, II barone Carteret 13 luglio 1716 – 1721
- Hugh Fortescue, XIV barone Clinton 9 agosto 1721 – 1733
- Robert Walpole, II conte di Orford 9 maggio 1733 – 31 marzo 1751
- John Russell, IV conte di Bedford 23 aprile 1751 – 5 gennaio 1771
- Vere Poulett, III conte Poulett 6 febbraio 1771 – 14 aprile 1788
- Hugh Fortescue, I conte Fortescue 21 maggio 1788 – 1839
- Hugh Fortescue, II conte Fortescue 15 novembre 1839 – 14 settembre 1861
- Edward Seymour, XII conte di Somerset 9 novembre 1861 – 28 novembre 1885
- Stafford Northcote, I conte di Iddesleigh 20 gennaio 1886 – 12 gennaio 1887
- Charles Hepburn-Stuart-Forbes-Trefusis, XX barone Clinton 16 febbraio 1887 – 29 marzo 1904
- Hugh Fortescue, IV conte Fortescue 22 aprile 1904 – 1928
- Francis Bingham Mildmay, I barone Mildmay di Flete 30 giugno 1928 – 1936
- Hugh Fortescue, V conte Fortescue 5 maggio 1936 – 14 giugno 1958
- Massey Lopes, II barone Roborough 16 luglio 1958 – 5 ottobre 1978
- Sir Richard Amyatt Hull 5 ottobre 1978 – 10 maggio 1982[1]
- John St Aubyn Parker, VI conte di Morley 10 maggio 1982 – 16 settembre 1998[2]
- Eric Dancer 16 settembre 1998 – oggi[3]